# Scottish Cup 2016-2017
La Scottish Cup 2016-17 è stata la 132ª edizione del torneo. È iniziata il 13 agosto 2016 e si è conclusa il 27 maggio 2017. Il Celtic ha vinto il trofeo per la 37ª volta.

## Formula del torneo
| Turno                     | Numero di incontri | Squadre | Entrano a questo turno                                                                                       |
| ------------------------- | ------------------ | ------- | --- |
| Primo turno preliminare   | 5 + 1              | 93 → 88 | 10 squadre dei campionati semipro minori                                                                     |
| Secondo turno preliminare | 6 + 1              | 88 → 82 | 7 squadre dei campionati semipro minori                                                                      |
| Primo turno               | 18 + 4             | 82 → 64 | 16 squadre di Highland Football League 14 squadre di Lowland Football League                                 |
| Secondo turno             | 16 + 5             | 64 → 48 | 10 squadre di Scottish League Two 2 squadre di Highland Football League 2 squadre di Lowland Football League |
| Terzo turno               | 16 + 3             | 48 → 32 | 6 squadre di Scottish Championship 10 squadre di Scottish League One                                         |
| Quarto turno              | 16 + 3             | 32 → 16 | 12 squadre di Scottish Premiership 4 squadre di Scottish Championship                                        |
| Ottavi di finale          | 8 + 3              | 16 → 8  | - |
| Quarti di finale          | 4 + 1              | 8 → 4   | - |
| Semifinali                | 2                  | 4 → 2   | - |
| Finale                    | 1                  | 2 → 1   | - |

## Risultati

### Primo turno preliminare
| Squadra 1              | Risultato | Squadra 2         |
| ---------------------- | --------- | ----------------- |
| 13 agosto 2016         |           |                   |
| Edusport Academy       | 2 - 2     | Colville Park     |
| Newton Stewart         | 0 - 4     | Beith Juniors     |
| Wigtown & Bladnoch     | 0 - 4     | Auchinleck Talbot |
| St. Cuthbert Wanderers | 0 - 3     | Leith Athletic    |
| 14 agosto 2016         |           |                   |
| Glasgow University     | 2 - 8     | Bonnyrigg Rose    |

#### Replay
| Squadra 1      | Risultato | Squadra 2        |
| -------------- | --------- | ---------------- |
| 20 agosto 2016 |           |                  |
| Colville Park  | 1 - 0     | Edusport Academy |

### Secondo turno preliminare
| Squadra 1        | Risultato | Squadra 2            |
| ---------------- | --------- | -------------------- |
| 3 settembre 2016 |           |                      |
| Leith Athletic   | 1 - 0     | Coldstream           |
| Bonnyrigg Rose   | 14 - 0    | Burntisland Shipyard |
| Colville Park    | 0 - 1     | Girvan               |
| Beith Juniors    | 2 - 2     | Auchinleck Talbot    |
| Threave Rovers   | 1 - 2     | Linlithgow Rose      |
| Banks O'Dee      | 4 - 0     | Golspie Sutherland   |

#### Replay
| Squadra 1         | Risultato | Squadra 2     |
| ----------------- | --------- | ------------- |
| 20 agosto 2016    |           |               |
| Auchinleck Talbot | 0 - 3     | Beith Juniors |

### Primo turno
| Squadra 1               | Risultato | Squadra 2           |
| ----------------------- | --------- | ------------------- |
| 24 settembre 2016       |           |                     |
| Turriff Utd             | 1 - 1     | Bonnyrigg Rose      |
| Fort William            | 1 - 4     | Brora Rangers       |
| Forres Mechanics        | 2 - 2     | Lossiemouth         |
| East Kilbride           | 9 - 1     | Vale of Leithen     |
| BSC Glasgow             | 3 - 1     | Rothes              |
| Deveronvale             | 0 - 3     | Gretna 2008         |
| Keith                   | 0 - 1     | Banks O'Dee         |
| Edinburgh University    | 0 - 1     | Whitehill Welfare   |
| Gala Fairydean          | 3 - 1     | Fraserburgh         |
| Beith Juniors           | 6 - 0     | Strathspey Thistle  |
| Civil Service Strollers | 1 - 1     | Hawick Royal Albert |
| Nairn County            | 2 - 3     | Preston Athletic    |
| Inverurie Loco Works    | 0 - 6     | Buckie Thistle      |
| Clachnacuddin           | 1 - 2     | Stirling University |
| Dalbeattie Star         | 1 - 3     | Wick Academy        |
| Selkirk                 | 0 - 3     | Linlithgow Rose     |
| Girvan                  | 1 - 2     | Huntly              |
| Leith Athletic          | 0 - 0     | Cumbernauld Colts   |

#### Replay
| Squadra 1           | Risultato | Squadra 2               |
| ------------------- | --------- | ----------------------- |
| 1º ottobre 2016     |           |                         |
| Bonnyrigg Rose      | 4 - 1     | Turriff Utd             |
| Hawick Royal Albert | 6 - 2     | Civil Service Strollers |
| Lossiemouth         | 0 - 4     | Forres Mechanics        |
| 5 ottobre 2016      |           |                         |
| Cumbernauld Colts   | 1 - 0     | Leith Athletic          |

### Secondo turno
| Squadra 1         | Risultato | Squadra 2           |
| ----------------- | --------- | ------------------- |
| 22 ottobre 2016   |           |                     |
| Annan Athletic    | 0 - 0     | East Stirlingshire  |
| Banks O'Dee       | 2 - 2     | Formartine Utd      |
| Brora Rangers     | 1 - 2     | Clyde               |
| BSC Glasgow       | 0 - 1     | Beith Juniors       |
| Bonnyrigg Rose    | 2 - 1     | Cove Rangers        |
| Berwick Rangers   | 2 - 3     | Hawick Royal Albert |
| Linlithgow Rose   | 0 - 3     | Stirling Albion     |
| Wick Academy      | 4 - 1     | Whitehill Welfare   |
| Preston Athletic  | 0 - 3     | Montrose            |
| Huntly            | 0 - 2     | Spartans            |
| Edinburgh         | 0 - 0     | Forfar Athletic     |
| Cowdenbeath       | 0 - 1     | East Kilbride       |
| Cumbernauld Colts | 0 - 0     | Forres Mechanics    |
| Arbroath          | 3 - 1     | Stirling University |
| Gala Fairydean    | 0 - 4     | Elgin City          |
| Buckie Thistle    | 1 - 1     | Gretna 2008         |

#### Replay
| Squadra 1          | Risultato | Squadra 2         |
| ------------------ | --------- | ----------------- |
| 29 ottobre 2016    |           |                   |
| East Stirlingshire | 1 - 2     | Annan Athletic    |
| Formartine Utd     | 7 - 2     | Banks O'Dee       |
| Forres Mechanics   | 4 - 0     | Cumbernauld Colts |
| Gretna 2008        | 2 - 6     | Buckie Thistle    |
| 1º novembre 2016   |           |                   |
| Forfar Athletic    | 0 - 1     | Edinburgh         |

### Terzo turno
| Squadra 1        | Risultato | Squadra 2           |
| ---------------- | --------- | ------------------- |
| 26 novembre 2016 |           |                     |
| Bonnyrigg Rose   | 0 - 0     | Dumbarton           |
| Elgin City       | 8 - 1     | Hawick Royal Albert |
| Airdrieonians    | 1 - 2     | Livingston          |
| Buckie Thistle   | 3 - 5     | Dunfermline         |
| Forres Mechanics | 2 - 2     | Stenhousemuir       |
| Peterhead        | 0 - 1     | Alloa Athletic      |
| 29 novembre 2016 |           |                     |
| Queen's Park     | 2 - 0     | Montrose            |
| Albion Rovers    | 2 - 1     | Queen of the South  |
| East Fife        | 1 - 1     | Edinburgh           |
| Brechin City     | 0 - 1     | Ayr Utd             |
| St. Mirren       | 5 - 1     | Spartans            |
| 3 dicembre 2016  |           |                     |
| Beith Juniors    | 0 - 6     | Greenock Morton     |
| Stirling Albion  | 2 - 0     | Wick Academy        |
| Stranraer        | 2 - 1     | East Kilbride       |
| Formartine Utd   | 4 - 0     | Annan Athletic      |
| 6 dicembre 2016  |           |                     |
| Clyde            | 5 - 0     | Arbroath            |

#### Replay
| Squadra 1       | Risultato | Squadra 2        |
| --------------- | --------- | ---------------- |
| 3 dicembre 2016 |           |                  |
| Stenhousemuir   | 3 - 1     | Forres Mechanics |
| 6 dicembre 2016 |           |                  |
| Dumbarton       | 0 - 1     | Bonnyrigg Rose   |
| 7 dicembre 2016 |           |                  |
| Edinburgh       | 0 - 1     | East Fife        |

### Quarto turno
| Squadra 1       | Risultato | Squadra 2           |
| --------------- | --------- | ------------------- |
| 21 gennaio 2017 |           |                     |
| Rangers         | 2 - 1     | Motherwell          |
| Ross County     | 6 - 2     | Dundee Utd          |
| St. Johnstone   | 2 - 0     | Stenhousemuir       |
| Livingston      | 0 - 1     | East Fife           |
| Aberdeen        | 4 - 0     | Stranraer           |
| Kilmarnock      | 0 - 1     | Hamilton Academical |
| Bonnyrigg Rose  | 1 - 8     | Hibernian           |
| Ayr Utd         | 0 - 0     | Queen's Park        |
| Partick Thistle | 4 - 0     | Formartine Utd      |
| Stirling Albion | 2 - 2     | Clyde               |
| Alloa Athletic  | 2 - 3     | Dunfermline         |
| Dundee          | 0 - 2     | St. Mirren          |
| Greenock Morton | 2 - 0     | Falkirk             |
| Elgin City      | 1 - 2     | Inverness           |
| 22 gennaio 2017 |           |                     |
| Raith Rovers    | 1 - 1     | Hearts              |
| Albion Rovers   | 0 - 3     | Celtic              |

#### Replay
| Squadra 1       | Risultato               | Squadra 2       |
| --------------- | ----------------------- | --------------- |
| 24 gennaio 2017 |                         |                 |
| Queen's Park    | 2 - 2 (dts) 4 - 5 (dcr) | Ayr Utd         |
| 25 gennaio 2017 |                         |                 |
| Hearts          | 4 - 2 (dts)             | Raith Rovers    |
| 31 gennaio 2017 |                         |                 |
| Clyde           | 3 - 2                   | Stirling Albion |

### Ottavi di finale
| Squadra 1        | Risultato | Squadra 2           |
| ---------------- | --------- | ------------------- |
| 11 febbraio 2017 |           |                     |
| Celtic           | 6 - 0     | Inverness           |
| Dunfermline      | 1 - 1     | Hamilton Academical |
| St. Johnstone    | 0 - 1     | Partick Thistle     |
| Ayr Utd          | 1 - 1     | Clyde               |
| East Fife        | 2 - 3     | St. Mirren          |
| Ross County      | 0 - 1     | Aberdeen            |
| 12 febbraio 2017 |           |                     |
| Hearts           | 0 - 0     | Hibernian           |
| Rangers          | 2 - 1     | Greenock Morton     |

#### Replay
| Squadra 1           | Risultato         | Squadra 2   |
| ------------------- | ----------------- | ----------- |
| 14 febbraio 2017    |                   |             |
| Clyde               | 1 - 2 (dts)       | Ayr Utd     |
| Hamilton Academical | 1 - 1 3 - 0 (dcr) | Dunfermline |
| 22 febbraio 2017    |                   |             |
| Hibernian           | 3 - 1             | Hearts      |

### Quarti di finale
| Squadra 1    | Risultato | Squadra 2           |
| ------------ | --------- | ------------------- |
| 4 marzo 2017 |           |                     |
| Rangers      | 6 - 0     | Hamilton Academical |
| Hibernian    | 3 - 1     | Ayr Utd             |
| 5 marzo 2017 |           |                     |
| Celtic       | 4 - 1     | St. Mirren          |
| Aberdeen     | 1 - 0     | Partick Thistle     |

### Semifinali
| Squadra 1      | Risultato | Squadra 2 |
| -------------- | --------- | --------- |
| 22 aprile 2017 |           |           |
| Hibernian      | 2 - 3     | Aberdeen  |
| 23 aprile 2017 |           |           |
| Celtic         | 2 - 0     | Rangers   |

### Finale
| Arbitro: | Bobby Madden |

|                         |           |          |
| Armstrong 11’ Rogic 90’ | Marcatori | 9’ Hayes |

## Classifica marcatori
| Gol |  |  | Giocatore        | Squadra             |
| --- |  |  | ---------------- | ------------------- |
| 8   |  |  | David Gormley    | Clyde               |
|     |  |  | Wayne McIntosh   | Bonnyrigg Rose      |
| 7   |  |  | John McLeod      | Buckie Thistle      |
|     |  |  | Josh Morris      | Hawick Royal Albert |
| 6   |  |  | Sean Jamieson    | Bonnyrigg Rose      |
| 5   |  |  | Moussa Dembélé   | Celtic              |
|     |  |  | Lee Fraser       | Forres Mechanics    |
|     |  |  | Shane Sutherland | Elgin City          |
| 4   |  |  | Peter MacDonald  | Clyde               |
|     |  |  | Fraser McLaren   | Bonnyrigg Rose      |
|     |  |  | Joao Vitoria     | East Kilbride       |